# Nanophareus palpalis
Nanophareus palpalis is een hooiwagen uit de familie Gonyleptidae.